# Parlementsverkiezingen in Equatoriaal-Guinea (2017)
De parlementsverkiezingen in Equatoriaal-Guinea van 2017 vonden op 12 november plaats. In de Kamer van Afgevaardigden kwamen 99 van de 100 zetels toe aan de regeringspartij van president Teodoro Obiang Nguema Mbasogo, de Partido Democrático de Guinea Ecuatorial (PDGE) en in de Senaat werden alle 70 zetels door die partij gewonnen. De oppositie beweerde dat er was gefraudeerd. Op de dag van de verkiezingen was de bereikbaarheid van het internet zeer beperkt tot aan de bekendmaking van het eindresultaat.

## Uitslag

### Kamer van Afgevaardigden
| Partij                                            | Stemmen | %     | Zetels | +/–   |
| ------------------------------------------------- | ------- | ----- | ------ | ----- |
| Partido Democrático de Guinea Ecuatorial          |         | 92,00 | 99     | 0     |
| Ciudadanos por la Innovación de Guinea Ecuatorial |         | 5,77  | 1      | NIEUW |
| Juntos Podemos (CPDS-UCD)                         |         | 2,23  | 0      | -1    |
| Totaal                                            |         | 100   | 100    | 0     |
| Bron: Regering van Equatoriaal-Guinea 1, 2        |         |       |        |       |

### Senaat
| Partij                                            | Stemmen | %     | Zetels | +/–   |
| ------------------------------------------------- | ------- | ----- | ------ | ----- |
| Partido Democrático de Guinea Ecuatorial          |         | 92,00 | 55     | +1    |
| Ciudadanos por la Innovación de Guinea Ecuatorial |         | 5,77  | 0      | NIEUW |
| Juntos Podemos (CPDS-UCD)                         |         | 2,23  | 0      | -1    |
| Benoemde leden                                    | –       | –     | 15     | –     |
| Totaal                                            |         | 100   | 70     | 0     |
| Fuente: Regering van Equatoriaal-Guinea 1, 2      |         |       |        |       |